# Filmske repulzije
Filmske repulzije (lat. repulsio, odbijanje, odbacivanje) su hrvatski tjedni podcast koji vode redatelj Ivan-Goran Vitez, pisac Goran Sedlar te scenaristica Sanja Kovačević. 
Zgroženi ponudom u hrvatskim kinima te sveopćom situacijom u filmskoj industriji, kao oblik filmske kritike izgradili su temeljni koncept ovog podcasta: komentiranje novih filmova koji se tjedno počinju prikazivati u kinima ili u popularnom televizijskom terminu, ali na malo drugačiji način: unaprijed, bez gledanja filma, a na temelju marketinških kampanja i trailera, unaprijed objasniti, ili u žargonu Repulzija, „precenzirati“, zašto određeni film neće biti dobar i zašto ga ne pogledati. Cilj "Filmskih repulzija" je argumentirano, na temelju predviđanja potkrijepljenog znanjem i iskustvom o filmskoj industriji, odvratiti od filmova koji ne nude ništa kvalitetno te tako zaštititi slušatelje i sebe same od razočaranja i gubitka novca za kino ulaznice te u izvjesnom smislu odgojiti disciplinu fokusa na filmove, serije, knjige, stripove te ostale kulturne sadržaje koji imaju više potencijala obogatiti konzumenta sadržaja. 
Epizode "Filmskih repulzija" objavljuju se svaki četvrtak na iTunesima i SoundCloudu, traju u prosjeku jedan i pol sat te obrađuju uglavnom tri-četiri filma po epizodi. Pored glavnog koncepta, „repulziranja“ novih filmova u kinima, u "Filmskim repulzijama" obrađuju se i stariji filmovi i serije te novosti iz svijeta filma. 
Od početka emitiranja u veljači 2013., Filmske repulzije su, osim tekuće filmske ponude u kinima i na televiziji, kroz dinamiku spontanog razgovora (bez pripremljenog materijala) i asocijacija, obradile i velik broj serija, filmova, stripova, knjiga i raznih tema iz svakidašnjice.

## Oblik
Iako se oblik epizode mijenjao i fleksibilan je, epizoda "Filmskih repulzija" sastoji se od uvoda, u kojem Repulzičari razgovaraju o tome što su protekli tjedan gledali ili čitali ili se čitaju i komentiraju vijesti iz svijeta filma. Zatim se prelazi na tri-četiri filma koji se tu epizodu obrađuju te se u sklopu „repulziranja“ filmova, uz načelo da se filmovi komentiraju unaprijed, bez gledanja, dotiču najrazličitije teme. "Filmske repulzije" daju značajan prostor komentarima slušatelja, koje čitaju u uvodnom dijelu ili na kraju epizode, te uključuju slušatelje u dijalog i rasprave o temama koje se u epizodama obrađuju. Tako je većina slušatelja i gostovala u "Filmskim repulzijama", a gostovali su i drugi prijatelji Repulzija, npr. filmski kritičar Marin Mihalj i redatelj Davor Kanjir. 
Uz redovne epizode, postoje i posebne epizode, npr. Oscar specijali ili precenzije filmova nominiranih za nagrade na domaćim i svjetskim filmskim festivalima. 
Jedna epizoda posvećena je i isključivo serijama (Filmske repulzije #33A).
Sadržaj "Filmskih repulzija" iznosi se na spontan način, u obliku opuštenog razgovora nekoliko prijatelja te kao takav obiluje humorom i raznih referencama i osvrtima. Ipak, "Filmske repulzije" zauzimaju žešći ton sukladno svom konceptu repulzije prema filmskom i TV repertoaru te bez cenzure i milosti iznose stajališta koja opravdavaju postojanje samog podcasta.

## Kritički osvrti
Blog E(x)Laus iznio je pozitivan osvrt na "Filmske repulzije":
I baš negdje u trenutku kada je kvalitetna filmska kritika u Hrvatskoj postala skoro pa nevidjiva, otvorili su se novi digitalni kanali, nove linije bijega, za nezavisnu, neopterećenu, no-budget, domaću (u oba smisla – i kućnu i ‘našu’), Deleuzeovim riječnikom kazano – manjinsku kritiku." 
Jedni od pionira takvog, do prije nekog vremena nezamislivog, vaninstitucionalnog, načina bavljenja filmskom kritikom su i urbana agramerska trojka Repulzičara: Sanja, Ivan-Goran i Goran. Njihov je medij podcast, kod nas još uvijek slabo iskorišten (s izuzetkom Hrvatskog radija) način broadcastinga, koji omogućuje i slušateljima/gledateljima i proizvođačima, jeftinu i dostupnu platformu za međusobnu komunikaciju.
Svima njima je zajednička potreba za činom slobodnog izražavanja vlastitog mišljenja, s minimumom autocenzure, a koju iskazuje i njihov moto: “hrvatski filmski pokret otpora”. Izgleda kako sudjelovanje u hrvatskoj filmskoj svakodnevnici donosi sa sobom određenu dozu neuroze koju Repulzičari liječe talking cure-om, jednosatnom razmjenom slobodnih asocijacija i ideja koje sve i ne moraju biti iz područja filma, ali koje, čini se, imaju povoljan učinak i na autore i na slušatelje, čemu je dokaz već skoro devedeset izdanja njihove emisije. Spektar načina obrade filmskih tema, ili tzv. repulziranja, proteže se od vrlo zanimljivog, a ponekad i privatnog, insiderskog trača, do filmske teorije, od kritike nepogledanih filmova do anegdota s regionalnih filmskih setova i kuloarskih priča iz bespuća hrvatske fiilmske zbiljnosti. Ne morate se uvijek složiti s njihovim ocjenama, neke vam stvari možda neće biti zanimljive, ali morate slušati sve kako vam ne bi promaknuo neki zanimljivi podatak, prijedlog za gledanje ili neka zanimljiva kundurarija iza kulisa.
Filmske repulzije svojim sadržajem ne pokazuju simptome zaokupljenosti trendovskom psihoanalitičkom filmskom teorijom žižekovskog tipa, ali ni bilo kakve znakove poznavanja Deleuzeovog koncepta slike-pokreta. Kada bi u njihovom diskursu željeli tražiti tragove nekog kinematografsko-teorijskog etosa, našli bi onaj koji je naslonjen na hrvatsku old school filmsku teoriju pod utjecajem profesora Peterlića i starih majstora hrvatske filmske pedagogije.

## Popis sezona i epizoda
1. sezona: 1. – 24. epizoda (veljača – srpanj 2013.)
2. sezona: 25. – 73. epizoda (kolovoz 2013. – srpanj 2014.)
3. sezona: 74. – 110. epizoda (listopad 2014. – srpanj 2015.) 
4. sezona: 111. epizoda- (kolovoz 2015. –)